# Batalha do Mar Amarelo
A Batalha do Mar Amarelo (em japonês:  黄海海戦 Kōkai kaisen; em russo:  Бой в Жёлтом море) foi uma batalha naval da Guerra Russo-Japonesa que ocorreu em 10 de agosto de 1904. Na Marinha Russa, ela foi chamada de a Batalha de 10 de Agosto. A batalha frustrou uma tentativa da frota russa em Port Arthur de sair e se juntar com as contrapartes em Vladivostok, forçando-os a retornar ao porto. Quatro dias depois, a Batalha de Ulsan semelhantemente terminou com a intenção do grupo, forçando ambas as frotas a permanecer ancoradas.

## Antecedentes
O Primeiro Esquadrão do Pacífico da Marinha Imperial Russa, comandado pelo Almirante Wilgelm Vitgeft, foi pego de surpresa em Port Arthur visto que o bloqueio da Marinha Imperial Japonesa começou em 8 de fevereiro de 1904 com a Batalha de Port Arthur. No final de junho e começo de agosto, como a Marinha Imperial Japonesa permanecia cercando Port Arthur, as relações entre o Almirante Vitgeft e o vice-rei russo Yevgeni Alekseyev gradativamente se degradaram. O vice-rei Alexeiev, um antigo almirante, era a favor de uma missão agressiva, portanto, para possibilitar que o Primeiro Esquadrão Pacífico tivesse uma ligação com o Esquadrão de Vladivostok e simplesmente permaneceram ancorados, enquanto ao mesmo tempo contribuindo com uma parte de sua artilharia para a batalha terrestre. Apesar de passiva, a preferência de Vitgeft era mais de manter a doutrina da Marinha Russa, que estava se fortalecendo (aguardando a chegada da Frota do Báltico, também conhecida como Segundo Esquadrão do Pacífico), e então iniciar uma batalha decisiva com a Marinha Japonesa.
Alexeiev apelou a São Petersburgo e o czar Nicolau II respondeu que ele compartilhava completamente a opinião do vice-rei. Em face de uma ordem imperial e ameaça de ação legal, o Almirante Vitgeft foi ordenado a partir para Vladivostok imediatamente. Às 6 horas e 15 minutos de 10 de agosto de 1904, o Almirante Vitgeft, em seu navio Tsesarevich, começou a liderar seus encouraçados para fora do porto.

## Análise
A Batalha do Mar Amarelo foi o primeiro grande confronto naval da história entre frotas de modernos navios de aço. Com a exceção do duelo de 20 minutos do Almirante Togo com os navios do Almirante russo Stark em Port Arthur em 9 de fevereiro de 1904, ambos Vitgeft e Togo eram relativamente novos nas ações com frotas de navios de aço modernos de guerra.
Apesar de o Almirante Stark ter sido substituído pelo Almirante Stepan Makarov logo após a batalha de Port Arthur, Makarov, por sua vez, foi substituído por Vitgeft, depois da morte de makarov em abril de 1904, quando seu navio Petropavlovsk explodiu e afundou no Mar Amarelo, depois de bater em minas. Se o Almirante Stark tivesse permanecido no comando na época da batalha do Mar Amarelo, tanto Almirante Togo como Stark encontrariam-se em condições iguais, ambos com experiência de combate iguais. Mas as forças navais com as quais Togo se encontrou na Batalha de Tsushima no ano seguinte não era do mesmo tipo que a batalha naval na qual ele participou no Mar Amarelo. Embora o Almirante Vitgeft fosse novo, muitos de seus homens não eram, sendo a maioria veteranos do Extremo Oriente, com alguns tendo participado da Rebelião Boxer de 1900, na China. Destarte, quando Togo lutou com a frota de Vitgeft no Mar Amarelo em agosto de 1904, ele rapidamente descobriu que eles sabiam como navegar, e também que eram bons atiradores.